# ’s-Heer Abtskerke
’s-Heer Abtskerke (seeländisch Schrabbekerke) ist ein Dorf innerhalb der Gemeinde Borsele in der niederländischen Provinz Zeeland. Das Dorf hat 510 Einwohner (Stand: 1. Januar 2024). Das Dorf liegt im Naturschutzgebiet De Poel im südlichen Teil der Halbinsel Zuid-Beveland, dem sogenannten Zak van Zuid-Beveland. Benannt wurde sie nach den Äbten der Abtei Middelburg, die das Gebiet im 13. Jahrhundert von Dietrich VII. von Holland erworben und hier eine Kapelle gegründet haben. Sie war bis 1970 eine selbstständige Gemeinde und wurde zu jenem Jahr in die Gemeinde Borsele eingegliedert. Zur Gemeinde gehören auch die 1816 aufgelösten Gemeinden Sinoutskerke und Baarsdorp.

## Sehenswürdigkeiten
- Vliedberg 't Hof Blaemskinderen
- Vliedberg am Bergweg
- Johannes de Doperkerk

## Persönlichkeiten

### In 's-Heer Abtskerke geboren
- Katinka Polderman (* 1981), Kabarettistin